# Politique dans la Meuse
Le département français de la Meuse est un département créé le 4 mars 1790 en application de la loi du 22 décembre 1789, à partir des anciennes provinces de Champagne, de Lorraine, des Trois-Évêchés (dont quelques communes dépendant du Luxembourg français) et de Bar. Les 499 actuelles communes, dont presque toutes sont regroupées en intercommunalités, sont organisées en 17 cantons permettant d'élire les conseillers départementaux. La représentation dans les instances régionales est quant à elle assurée par 6 conseillers régionaux. Le département est également découpé en 2 circonscriptions législatives, et est représenté au niveau national par deux députés et deux sénateurs. 

## Représentation politique et administrative

### Préfets et arrondissements

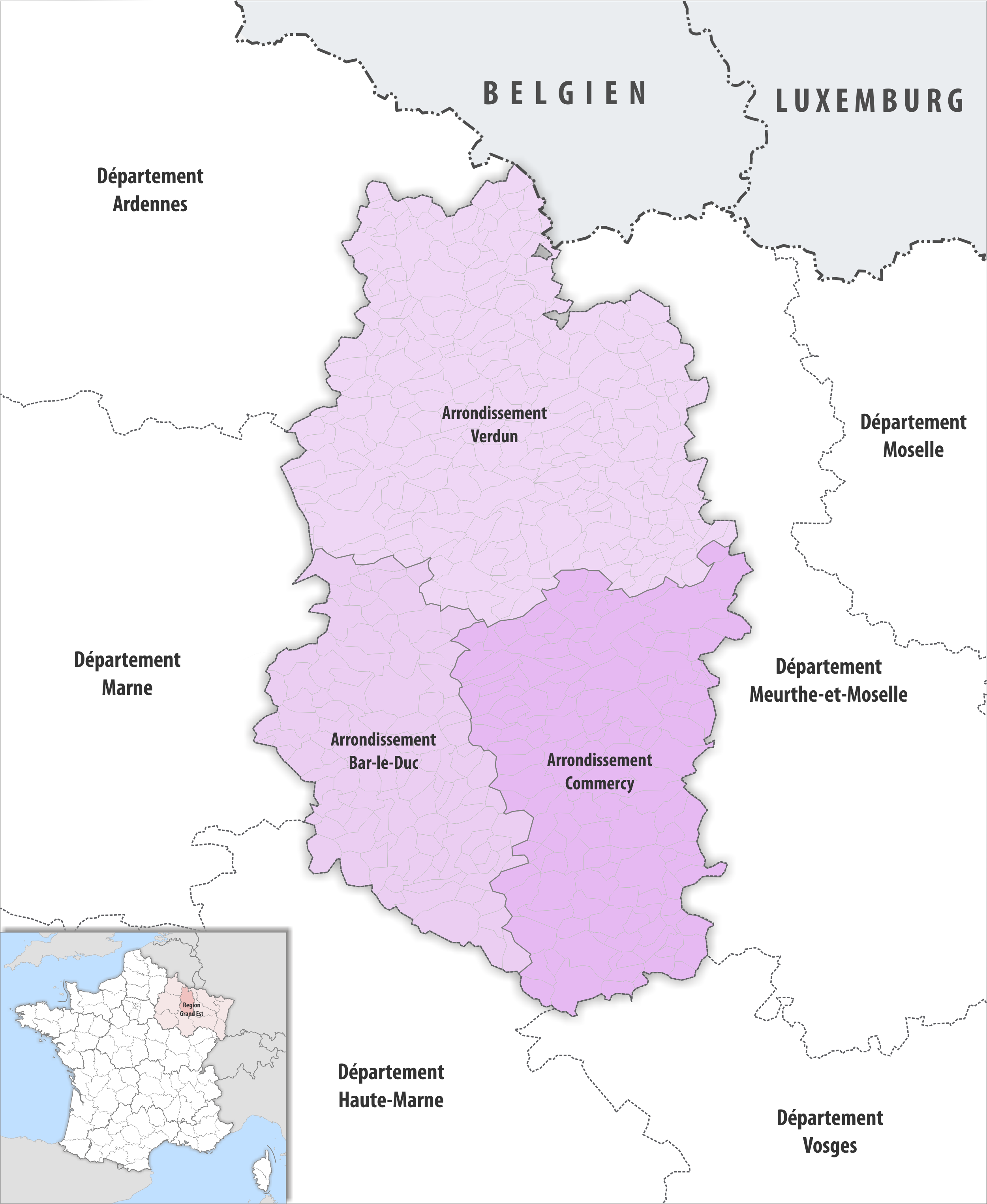
Arrondissements

La préfecture de la Meuse est localisée à Bar-le-Duc. Le département possède en outre deux sous-préfectures à Commercy et Verdun. En 1926 l'arrondissement de Montmédy est supprimé.

### Députés et circonscriptions législatives

Circonscriptions et affiliations à l'issue des élections de 2024.

| Circ. | Nom             |  | Parti | Groupe                 | Suppléant     |
| ----- | --------------- |  | ----- | ---------------------- | ------------- |
| 1re   | Maxime Amblard  |  | RN    | Rassemblement national | Didier Sugg   |
| 2e    | Florence Goulet |  | RN    | Rassemblement national | Carine George |

### Sénateurs
| Nom               |  | Parti | Groupe          | Autres mandats (passés ou actuels) |
| ----------------- |  | ----- | --------------- | ---------------------------------- |
| Jocelyne Antoine  |  | DVD   | Union centriste |                                    |
| Franck Menonville |  | UDI   | Union centriste |                                    |

### Conseillers départementaux

Cantons et affiliations à l'issue des élections de 2021.

| Canton               | Conseiller Sortant        | Parti | Parti | Conseiller élu            | Parti | Parti |
| -------------------- | ------------------------- | ----- | ----- | ------------------------- | ----- | ----- |
| Ancerville           | Jean-Louis Canova         |       | DVD   | Jean-Louis Canova         |       | DVD   |
| Ancerville           | Hélène Sigot-Lemoine      |       | LR    | Hélène Sigot-Lemoine      |       | LR    |
| Bar-le-Duc-1         | Patricia Champion         |       | UDI   | Benoît Dejaiffe           |       | PS    |
| Bar-le-Duc-1         | Arnaud Merveille          |       | LR    | Charline Singler          |       | DVG   |
| Bar-le-Duc-2         | Gérard Abbas              |       | LR    | Gérard Abbas              |       | LR    |
| Bar-le-Duc-2         | Martine Joly              |       | UDI   | Martine Joly              |       | UDI   |
| Belleville-sur-Meuse | Régine Munerelle          |       | DVD   | Julien Didry              |       | DVD   |
| Belleville-sur-Meuse | Claude Antion             |       | DVD   | Marie-Paule Soubrier      |       | DVD   |
| Bouligny             | Jocelyne Antoine          |       | DVD   | Jocelyne Antoine          |       | DVD   |
| Bouligny             | Jean-Marie Missler        |       | DVD   | Benoit Watrin             |       | DVD   |
| Clermont-en-Argonne  | Jean-François Lamorlette  |       | DVD   | Jean-François Lamorlette  |       | DVD   |
| Clermont-en-Argonne  | Arlette Palanson          |       | LR    | Arlette Palanson          |       | LR    |
| Commercy             | Danielle Combe            |       | DVC   | Danielle Combe            |       | DVC   |
| Commercy             | Jean-Philippe Vautrin     |       | DVC   | Jean-Philippe Vautrin     |       | DVC   |
| Dieue-sur-Meuse      | Serge Nahant              |       | UDI   | Serge Nahant              |       | UDI   |
| Dieue-sur-Meuse      | Frédérique Serré          |       | DVD   | Frédérique Serré          |       | DVD   |
| Étain                | Jean Picart               |       | PCF   | Jérôme Stein              |       | DVG   |
| Étain                | Marie-Astrid Strauss      |       | PCF   | Marie-Astrid Strauss      |       | PCF   |
| Ligny-en-Barrois     | Élisabeth Guerquin        |       | DVD   | Rémy Bour                 |       | DVG   |
| Ligny-en-Barrois     | Daniel Ruhland            |       | DVD   | Isabelle Périn            |       | DVG   |
| Montmédy             | Dominique Aarnink-Géminel |       | LR    | Dominique Aarnink-Géminel |       | DVD   |
| Montmédy             | Claude Léonard            |       | LR    | Pierre-Emmanuel Focks     |       | DVC   |
| Revigny-sur-Ornain   | Pierre Burgain            |       | PS    | Pierre Burgain            |       | PS    |
| Revigny-sur-Ornain   | Isabelle Jochymski        |       | PS    | Isabelle Jochymski        |       | PS    |
| Saint-Mihiel         | Sylvain Denoyelle         |       | UDI   | Sylvain Denoyelle         |       | UDI   |
| Saint-Mihiel         | Marie-Christine Tonner    |       | DVC   | Marie-Christine Tonner    |       | DVC   |
| Stenay               | Évelyne Jacquet           |       | DVD   | Stéphane Perrin           |       | DVD   |
| Stenay               | Stéphane Perrin           |       | DVD   | Valérie Woitier           |       | DVD   |
| Vaucouleurs          | Catherine Bertaux         |       | DVD   | Francis Favé              |       | DVD   |
| Vaucouleurs          | André Jannot              |       | DVD   | Sylvie Rochon             |       | DVD   |
| Verdun-1             | Marie-Jeanne Dumont       |       | DVG   | Dominique Gretz           |       | PS    |
| Verdun-1             | Samuel Hazard             |       | PS    | Samuel Hazard             |       | PS    |
| Verdun-2             | Jérôme Dumont             |       | LR    | Jérôme Dumont             |       | DVD   |
| Verdun-2             | Véronique Philippe        |       | LR    | Véronique Philippe        |       | DVD   |

### Conseillers régionaux
Présidence : Jean Rottner (Haut-Rhin)
|            | Parti                    | Siège |
| ---------- | ------------------------ | ----- |
| Majorité   |                          |       |
|            | LR-UDI-LC-MR-URL-LMR     | 4     |
| Opposition |                          |       |
|            | RN-CNIP-DR-LDP-PL-LAF    | 1     |
|            | EÉLV-PS-PCF-CÉ-GÉ-MdP-ND | 1     |

### Maires

Carte des 499 communes de la Meuse au 1er janvier 2022.

| Commune    | Maire                 |  | Parti | Élection | Population |
| ---------- | --------------------- |  | ----- | -------- | ---------- |
| Bar-le-Duc | Martine Joly          |  | PRV   | 2017     | 14 615     |
| Commercy   | Jean-Philippe Vautrin |  | DVD   | 2024     | 5 332      |
| Verdun     | Samuel Hazard         |  | PS    | 2014     | 16 610     |